# Badiraguato

Badiraguato é um município do estado de Sinaloa, no México.